# Turó Negre
Turó Negre är en bergstopp i Spanien.   Den ligger i provinsen Província de Lleida och regionen Katalonien, i den nordöstra delen av landet, 500 km öster om huvudstaden Madrid. Toppen på Turó Negre är 1 338 meter över havet.
Terrängen runt Turó Negre är kuperad åt sydost, men åt nordväst är den bergig.Runt Turó Negre är det glesbefolkat, med 15 invånare per kvadratkilometer. Närmaste större samhälle är Puigcerdà, 19,3 km öster om Turó Negre. Omgivningarna runt Turó Negre är en mosaik av jordbruksmark och naturlig växtlighet.